# KSK Bree
KSK Bree was een Belgische voetbalclub uit Bree. De club was bij de Belgische Voetbalbond aangesloten met stamnummer 2583 en had groen-wit als clubkleuren. De club speelde in haar bestaan meerdere decennia in de nationale reeksen.

## Geschiedenis
SK Bree werd opgericht in 1936. Drie decennia lang speelde men in de Limburgse provinciale reeksen.
In 1969 bereikte de club voor het eerste de nationale reeksen. Het eerste verblijf in Vierde Klasse duurde echter maar twee seizoenen. In 1971 werd Bree immers laatste in zijn reeks en zakte terug naar Eerste Provinciale.
Na amper een seizoen Provinciale keerde men in 1972 echter al terug in Vierde Klasse, ditmaal met meer succes. SK Bree eindigde er zijn eerste seizoen al meteen op een derde plaats. In 1974 werd de ploeg vierde en in 1975, het derde seizoen, slaagde Bree er in zijn reeks te winnen. Onder speler-trainer Guy Raskin stootte de club zo voor het eerst door naar Derde Klasse. Bree speelde er drie seizoenen in de middenmoot, tot het in 1979 voorlaatste eindigde. Na vier jaar zakte de club zo terug naar Vierde Klasse. Bree speelde er de volgende jaren met wisselende resultaten. In 1986 strandde men echter op een voorlaatste plaats, en na 14 jaar nationaal voetbal zakte Bree zo terug naar de provinciale reeksen. 1988 was voor de club een moeilijk jaar; pas op de laatste speeldag kon men zich redden in Eerste Provinciale.
De volgende decennia zou Bree de periodes in Provinciale en Vierde Klasse blijven afwisselen. Zo keerde men na zes jaar provinciaal voetbal in 1992 terug in Vierde. Bree bleef er ditmaal vijf jaar, tot het door een laatste plaats in 1997 nogmaals zakte. Van 1997 tot 2000 speelde men zo drie jaar in Eerste Provinciale. In 1999 scoorde de ploeg 99 doelpunten in de competitie, maar strandde op een tweede plaats, op amper één puntje van kampioen Berkenbos VV. Het seizoen erop dwong KSK Bree via de eindronde toch promotie af. De ploeg ging verder op en neer: van 2000 tot 2002 twee seizoenen in Vierde, van 2002 tot 2004 twee seizoenen in Provinciale, en dankzij een titel van 2004 tot 2007 terug drie seizoenen in Vierde en van 2007 tot 2009 twee seizoenen in Provinciale. Dankzij een titel in Eerste Provinciale in 2009 keerde Bree terug in de Vierde Klasse, in 2015 volgde weer een degradatie.
Twee jaar later volgde ook een degradatie naar 2e Provinciale, waarop de club de handdoek in de ring gooide.
 
KSK Bree fusioneerde met de buren van Groen Star Beek (1e provinciale) en kwam in vanaf het seizoen 2017-2018 uit onder de naam KGS Bree-Beek. Het stamnummer 7314 van GS Beek werd overgenomen. 

## Erelijst
- vierde Klasse

Winnaar (1x): 1975

## Resultaten
| Seizoen | Klasse | Klasse | Klasse | Klasse | Klasse | Klasse | Reeks              | Punten | Opmerkingen                     |
|         | I      | II     | III    | IV     | P.I    | P.II   |                    |        |                                 |
| ------- | ------ | ------ | ------ | ------ | ------ | ------ | ------------------ | ------ | ------------------------------- |
| 2009/10 |        |        |        | 11     |        |        | Vierde Klasse C    | 37     |                                 |
| 2010/11 |        |        |        | 4      |        |        | Vierde Klasse C    | 46     |                                 |
| 2011/12 |        |        |        | 4      |        |        | Vierde Klasse C    | 51     |                                 |
| 2012/13 |        |        |        | 3      |        |        | Vierde Klasse C    | 61     |                                 |
| 2013/14 |        |        |        | 7      |        |        | Vierde Klasse C    | 44     |                                 |
| 2014/15 |        |        |        | 15     |        |        | Vierde Klasse C    | 21     |                                 |
| 2015/16 |        |        |        |        | 10     |        | Eerste Prov. Limb. | 41     |                                 |
| 2016/17 |        |        |        |        | 15     |        | Eerste Prov. Limb. | 23     | Degradatie en einde van de club |